# Paracetamolo

Cristalli di paracetamolo al microscopio

Il paracetamolo (o acetaminofene, N-acetil-para-amminofenolo) è un farmaco ad azione analgesica e antipiretica largamente utilizzato sia da solo sia in associazione ad altre sostanze, a esempio nei comuni preparati da banco per le forme virali da raffreddamento o nei farmaci destinati al trattamento del dolore acuto e cronico. In Italia è conosciuto maggiormente col nome commerciale di Tachipirina, ma il farmaco è noto anche con molti altri marchi.

## Storia

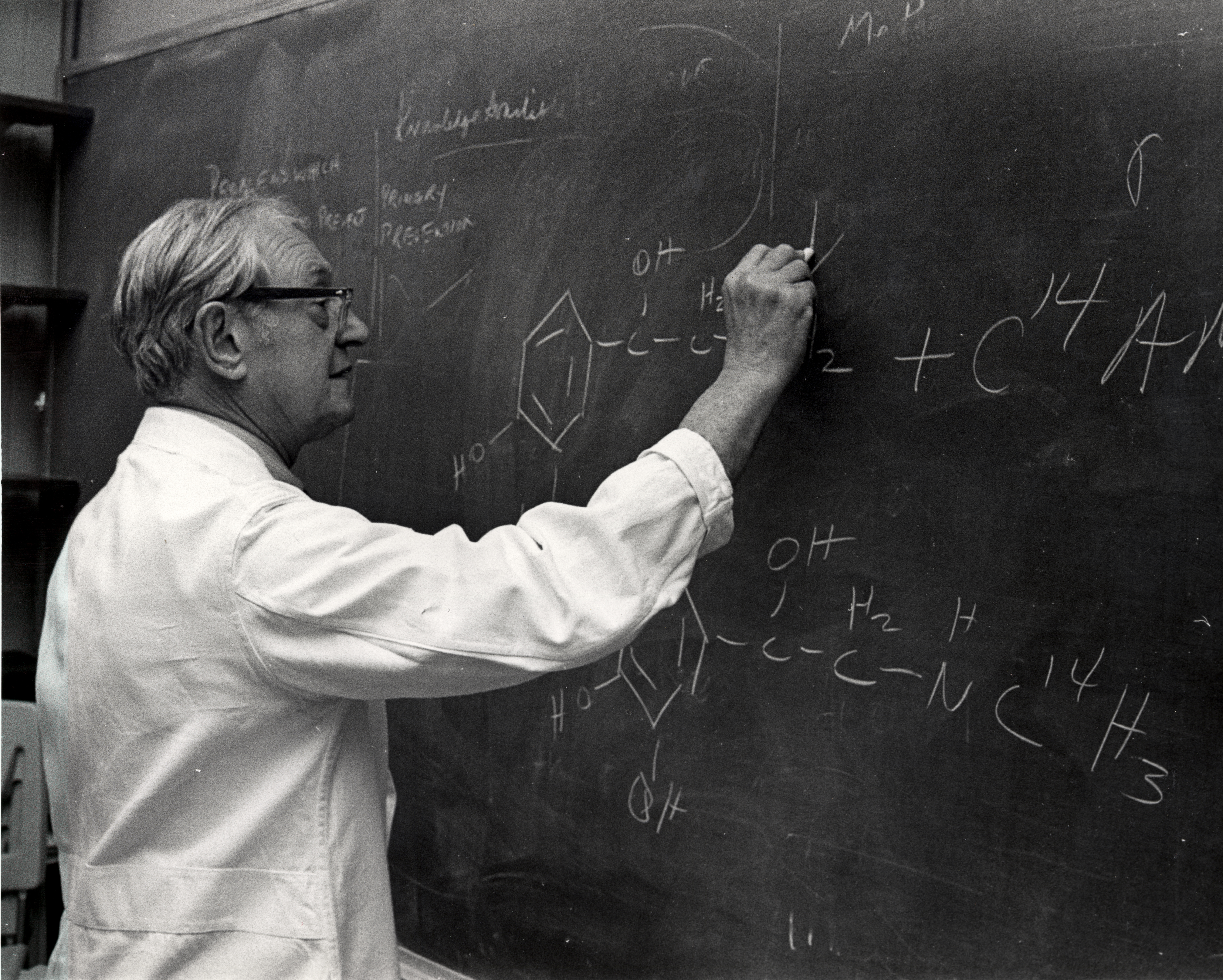
Julius Axelrod (nella foto) e Bernard Brodie dimostrarono che il paracetamolo è un metabolita dell'acetanilide e della fenacetina

Il paracetamolo fu sintetizzato per la prima volta nel 1878 da Harmon Northrop Morse per riduzione di p-nitrofenolo con stagno in acido acetico glaciale, secondo la seguente reazione chimica:
{\displaystyle {\ce {2HO-C6H4 - NO2 +}}}

{\displaystyle {\ce {+ 2CH3COOH +}}}

{\displaystyle {\ce {+ 3Sn}}}
{\displaystyle {\ce {->}}}
{\displaystyle {\ce {2HO-C6H4 -}}}

{\displaystyle {\ce {-NHCOCH3 +}}}

{\displaystyle {\ce {+ 3SnO2 v}}}
dove l'azione riducente di metallo e acido converte il p-nitrofenolo in p-amminofenolo, che viene immediatamente acetilato. Si iniziò a utilizzarlo per fini medici solo a partire dagli anni cinquanta del XX secolo.
Inizialmente si usavano acetanilide e fenacetina, derivati dell'anilina, come antipiretici d'elezione, ma essi avevano forti conseguenze tossiche sul paziente. In realtà, molti anni dopo si scoprì che i benefici effetti prodotti dall'assunzione di acetanilide o di fenacetina erano determinati dal fatto che l'organismo trasformava entrambe queste molecole in paracetamolo. Era quindi il paracetamolo la sostanza che realmente determinava l'analgesia e il calo della temperatura. Quando una sostanza farmacologicamente attiva si origina, come nel caso del paracetamolo, in seguito all'assunzione di un altro prodotto (l'acetanilide o la fenacetina), questo prodotto viene indicato come precursore, mentre la sostanza che si forma viene detta metabolita attivo. Il paracetamolo era dunque il metabolita attivo sia dell'acetanilide, sia della fenacetina.
Rispetto ai suoi precursori, non più usati in farmacologia, il paracetamolo presentava due vantaggi importanti: 
1. non è tossico (a dosi terapeutiche);
2. è più facile da sintetizzare.

Rispetto ai FANS, inoltre, non presenta gastrolesività e nefrotossicità.
Dal 1949 il paracetamolo ha iniziato a essere usato come farmaco; è l'unico analgesico derivato dall'anilina che si continui a usare in clinica.

## Somministrazione e biodisponibilità

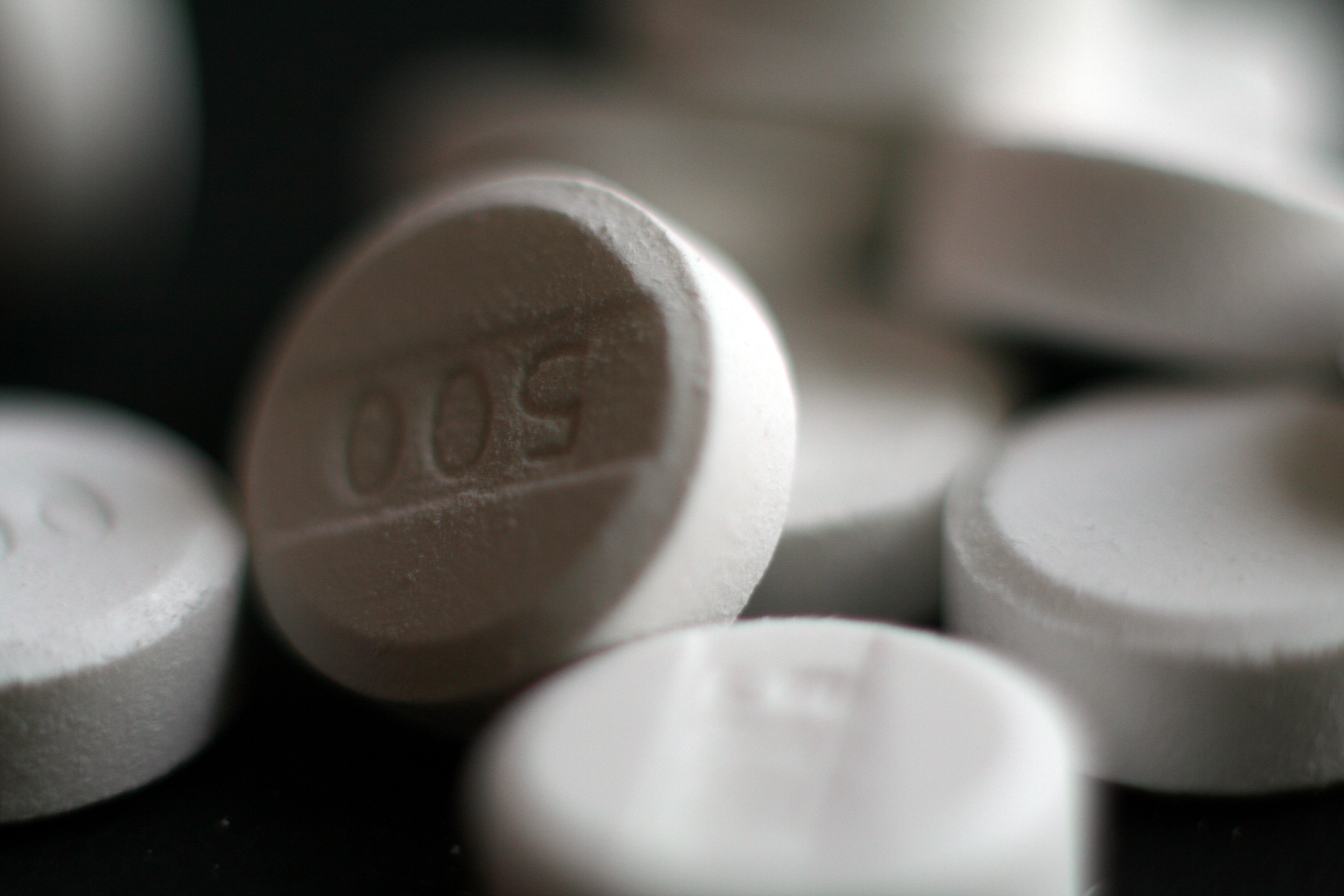
Compresse da 500 mg di paracetamolo

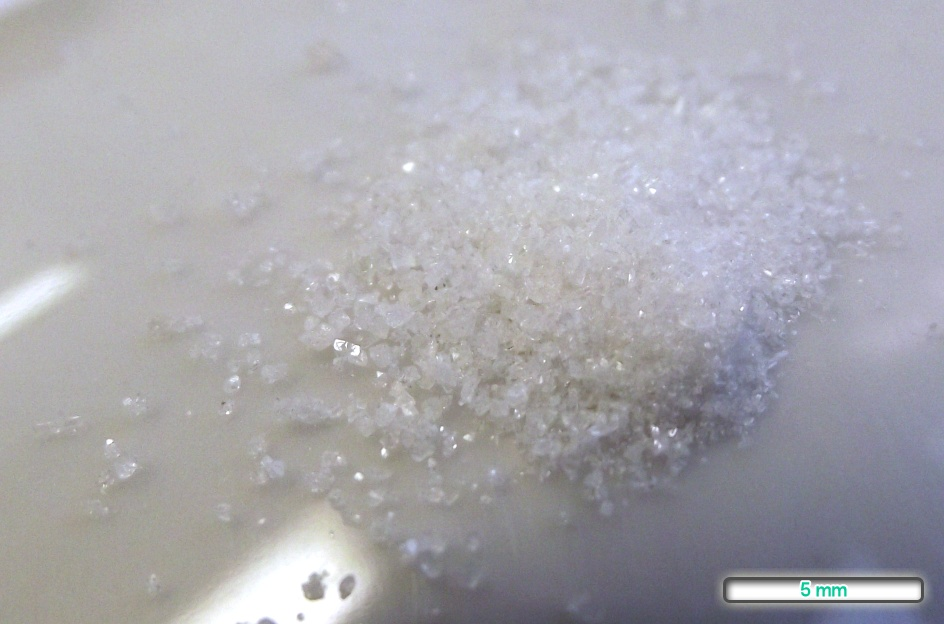
Il paracetamolo puro è una polvere bianca cristallina

Il paracetamolo può essere somministrato attraverso diverse vie e presenta un'elevata biodisponibilità, che non subisce importanti cambiamenti, eccezion fatta per i casi di epatopatia cronica. A livello del fegato, infatti, la molecola viene trasformata in un metabolita che è tossico per il tessuto epatico. Alle dosi comunemente impiegate, tuttavia, i rischi di epatotossicità sono nulli, tanto che l'utilizzo di paracetamolo non è controindicato in età pediatrica, né in gravidanza.
L'effetto analgesico compare prontamente (circa 11 minuti) dopo la somministrazione orale e l'emivita del farmaco è di 1-4 ore.
La dose massima raccomandata (Farmacopea statunitense) è di 4 grammi al giorno e la singola dose non deve superare il grammo, mentre la Farmacopea Ufficiale italiana raccomanda l'assunzione di non più di 3 grammi al giorno. Pur con le dovute cautele di riduzione della dose nei soggetti che presentano una compromissione della funzionalità epatica, il paracetamolo è considerato un trattamento di prima linea nella terapia farmacologica del dolore ed è posizionato al primo gradino nella scala OMS del trattamento del dolore cronico.

## Meccanismo d'azione
Il paracetamolo ha una scarsa affinità per le ciclossigenasi 1 e 2 (COX-1 e COX-2) ed è alla base di un'attività antinfiammatoria molto debole. Si pensa (Graham GG, Scott KF 2005) che l'azione antinfiammatoria sia attribuibile a un'inibizione debole della via di sintesi delle prostaglandine. In vivo, cioè quando la concentrazione di acido arachidonico è bassa (< 5 µmol/L), la produzione di prostaglandine è determinata in maggior parte dalla COX-1 e in minor parte dalla COX-2. In condizioni fisiologiche e a dosi terapeutiche di paracetamolo, la sua debole azione inibitoria sulla COX-1, che catalizza appunto tale biosintesi predominante a bassa velocità, diventa quindi significativa e produce gli effetti di blanda riduzione dell'infiammazione osservati in vivo.
Al di fuori dell'inibizione della COX-1, sembra che esista una terza isoforma di ciclo-ossigenasi espressa a livello cerebrale (COX-3) che potrebbe essere il bersaglio preferenziale del paracetamolo e di altri antipiretici. L'inibizione di questo enzima, che è stato dimostrato essere una variante molecolare della COX-1, potrebbe dar conto di una parte degli effetti analgesici e antifebbrili centrali mediati dal paracetamolo nell'uomo, dato che nel ratto non sembrano essere importanti.
L'azione analgesica è invece dovuta al metabolita AM404.

## Effetti tossicologici
Un rischio correlato col suo utilizzo è rappresentato dalla sua presenza in diversi medicinali, sia come unica sostanza sia in associazione, e ciò conduce spesso al sovradosaggio. Dosi superiori a quattro grammi di sostanza al giorno (riferito a un adulto del peso di 80 kg o più) sono considerate pericolose per la salute, con una tossicità che si rivolge verso il fegato con effetti potenzialmente fatali. Una dose di 10/15 grammi è letale, in quanto porta a un'epatite fulminante (in relazione alla suscettibilità del singolo soggetto anche quantità inferiori del 50% possono essere fatali). Per questo motivo, il dosaggio giornaliero massimo raccomandato negli alcolisti non deve superare i 2,5 grammi.

### Tossicità epatica
Il paracetamolo viene metabolizzato dalle cellule della zona 3 dell'acino epatico. In queste cellule c'è una concentrazione elevata di citocromo P450, il quale trasforma il paracetamolo in N-acetilbenzochinoneimmina, un composto molto reattivo e tossico, che colpisce soprattutto le proteine epatiche. La tossicità dell'N-acetilbenzochinoneimmina è strettamente correlata alla presenza sull'anello di due doppi legami: uno con l'azoto e l'altro con l'ossigeno.
Anche le cellule della zona 1 dell'acino epatico potrebbero coniugare il paracetamolo con glutatione (GSH) e formare un glutatione-coniugato, facilmente eliminabile, ma, poiché la concentrazione di glutatione nelle cellule della zona 1 è bassa, agisce principalmente il citocromo P450 della zona 3. In generale la tossicità di questa sostanza è legata al limitato potere detossificante del GSH; in caso di ingestione eccessiva, il paracetamolo porta necrosi delle cellule epatiche in 3-5 giorni.

### Tossicità renale
Nel caso di avvelenamento da sovradosaggio, il paracetamolo è potenzialmente tossico per il rene.

## Antidoti
In casi di avvelenamento si utilizza come antidoto l'acetilcisteina in dosi elevate (140 mg/kg come dose di carico seguita da 70 mg/kg ogni 4 ore), oppure glutatione ridotto (GSH) in endovena.

## Gravidanza e allattamento
Studi clinici effettuati sull'uomo non hanno evidenziato effetti teratogeni o fetotossici. La Food and Drug Administration (FDA) ha inserito il paracetamolo in classe B per l'uso dei farmaci in gravidanza. La classe B comprende i farmaci i cui studi riproduttivi sugli animali non hanno mostrato un rischio per il feto e per i quali non esistono studi controllati sull'uomo oppure farmaci i cui studi sugli animali hanno mostrato un effetto dannoso (oltre a un decremento della fertilità) che non è stato confermato con studi controllati in donne nel I trimestre e per i quali non c'è evidenza di danno nelle fasi avanzate della gravidanza.
Il paracetamolo è escreto nel latte materno in quantità clinicamente non rilevanti. Sulla base dei dati di letteratura medica disponibili, l'uso del paracetamolo nelle donne che allattano al seno non è controindicato.

## Avvertenze
Tossicità epatica
La minima dose singola tossica negli adulti sani è compresa fra 7,5 e 10 grammi ed è pari o maggiore a 150 mg/kg nei bambini. Il paracetamolo può indurre tossicità epatica soprattutto quando somministrato a dosi elevate o quando l'intervallo di tempo fra una dose e la successiva è inferiore a quello raccomandato (4-6 ore). I sintomi di epatotossicità comprendono nausea, vomito, sedazione, sudorazione, dolore addominale, incremento delle transaminasi e della concentrazione sierica di bilirubina, aumento del tempo di protrombina a più di 20 secondi. Seguono insufficienza epatica, encefalopatia, coma e morte. L'insufficienza epatica può presentarsi complicata da acidosi, edema cerebrale, ipotensione, emorragia, ipoglicemia, infezione e insufficienza renale.
Il rischio di epatopatia può aumentare in pazienti in terapia con farmaci che inducono il metabolismo ossidativo del paracetamolo; in caso di digiuno o di diete a basso contenuto proteico; in caso di carenza di vitamina E, nei primi giorni di sospensione dell'assunzione di alcol negli alcolisti cronici.
Alcolismo
L'interazione fra alcol e paracetamolo è complessa. Potrebbe verificarsi una maggior vulnerabilità agli effetti tossici sul fegato del paracetamolo soprattutto quando il farmaco è somministrato nei primi giorni di non assunzione di alcol negli alcolisti cronici. Potrebbe quindi essere opportuno non interrompere l'assunzione di alcol, negli alcolisti cronici, durante il trattamento con paracetamolo. Sebbene il consumo cronico di alcol non comporti necessariamente un aumento dell'epatotossicità iatrogena quando il paracetamolo è somministrato alle dosi terapeutiche raccomandate, il rischio potenziale potrebbe aumentare per la presenza di fattori predisponenti aggiuntivi, come una preesistente disfunzione epatica e/o una deplezione delle riserve di glutatione (attraverso il quale è eliminato il metabolita epatotossico del paracetamolo, N-acetil-p-benzochinoneimina).
Pazienti nefropatici/disidratati
Nei pazienti pediatrici con disidratazione o insufficienza renale, il paracetamolo rappresenta il farmaco di scelta rispetto all'ibuprofene.
Nefropatia cronica
Nei pazienti con nefropatia cronica non è necessario ridurre il dosaggio di paracetamolo (perché sia diagnosticata nefropatia cronica in stadio iniziale deve essere presente da tre mesi o più danno renale confermato da anomalie patologiche o marker di danno renale. Negli stadi successivi della patologia, è sufficiente per la diagnosi una riduzione della velocità di filtrazione glomerulare stimata, e-GFR, per tre mesi o più).
Deficit di G6PD
La somministrazione di paracetamolo alle dosi terapeutiche non induce emolisi nei pazienti affetti da favismo (carenza dell'enzima glucosio-6-fosfato deidrogenasi, G6PD). Il G6PD è un enzima necessario per la stabilità ematica e un'eventuale sua carenza può esporre gli eritrociti a danno ossidativo ed emolisi (anemia emolitica). La relazione causa-effetto fra paracetamolo e anemia emolitica non è stata confermata e gli episodi di anemia emolitica riportati in associazione a paracetamolo sono da attribuire molto probabilmente a sovradosaggio.

## Diffusione e commercio

### Nomi
Il nome più utilizzato negli Stati Uniti, Giappone, Canada, Venezuela, Colombia e Iran è Acetaminophen. Nella letteratura scientifica internazionale, il nome generico maggiormente utilizzato è paracetamol.
Entrambi i nomi sono derivati dal nome della molecola: para-acetylaminophenol e para-acetylaminophenol. In alcuni contesti viene utilizzata l'abbreviazione APAP, da Acetyl-Para-AminoPhenol.

### Costo
Il prezzo all'ingrosso nei paesi in via di sviluppo nel 2016 era meno di $ 0,01 per dose. Negli Stati Uniti, nel 2016, costava circa $ 0,04 per dose.
In Europa il prezzo varia da nazione a nazione:
| Stato       | Prezzo (10 dosi) |
| ----------- | ---------------- |
| Albania     | 0,23 €           |
| Finlandia   | 1,97 €           |
| Francia     | 1,36 €           |
| Germania    | 0,89 €           |
| Italia      | 2,10 €           |
| Regno Unito | 0,80 €           |
| Spagna      | 0,39 €           |
| Svizzera    | 1,45 €           |

### Volumi di utilizzo
Nel 2019, è stato il 17º farmaco più prescritto negli Stati Uniti, oltre 29 milioni di volte.